# VCTP
VCTP (Бойова транспортна машина особового складу; ісп. Vehículo de Combate Transporte de Personal) — бойова машина піхоти, що знаходиться на озброєнні аргентинської армії.

## Історія

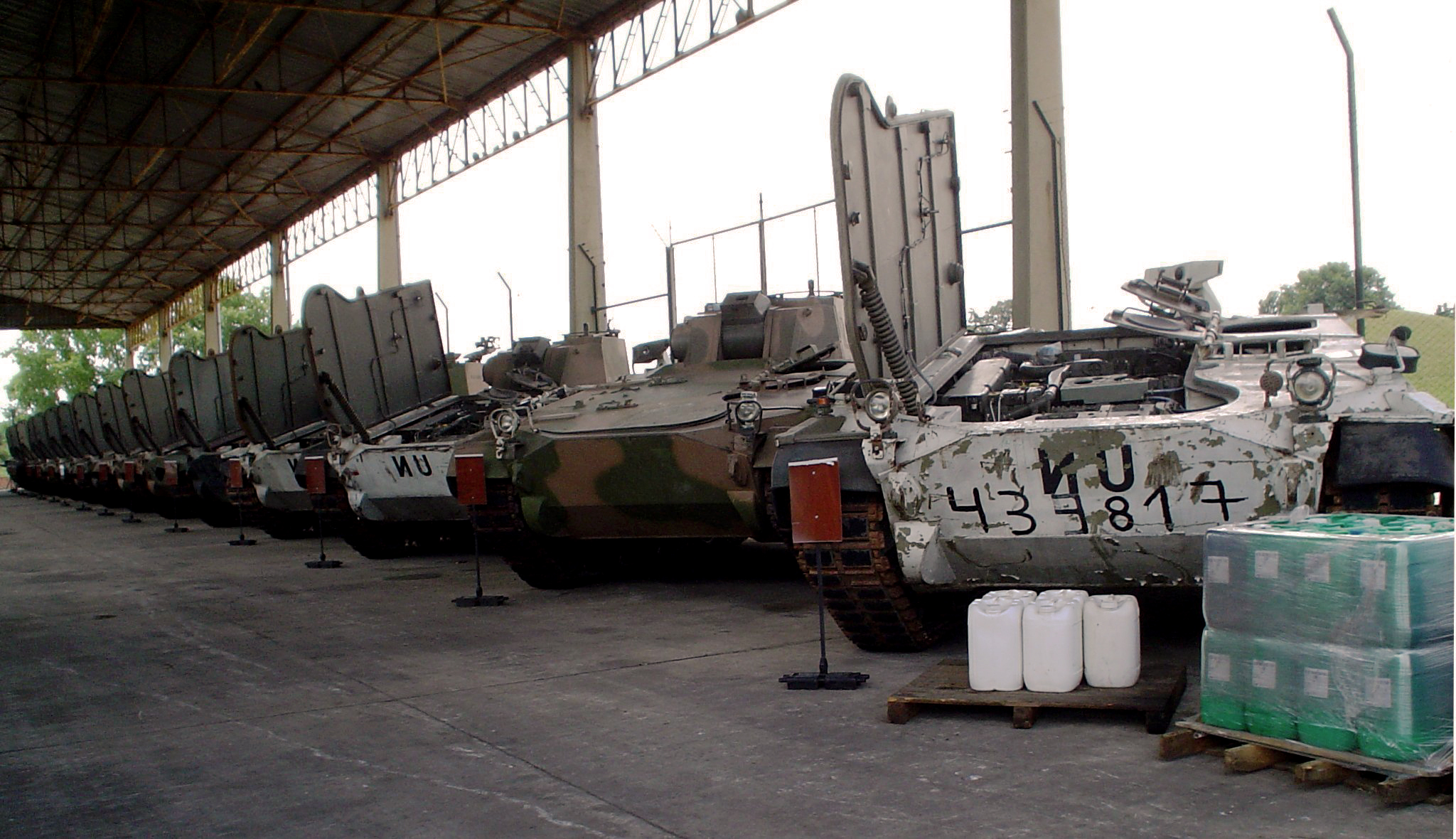
VCTP у розмальовці ООН у миротворчій місії у Хорватії

Створена західнонімецькою компанією Thyssen-Henschel на замовлення аргентинської армії. При розробці конструкції за основу було прийнято шасі західнонімецької БМП «Marder». Завод (TAMSE) для виробництва бронетехніки сімейства TAM був побудований неподалік Буенос-Айресу. Корпус зварної машини, зібраний із сталевих листів, що мають раціональні кути нахилу.

## Бойове застосування
17 машин VCTP брали участь у миротворчій діяльності у складі аргентинського батальйону у Югославії. Не менше трьох VCTP застосовувалися проти бойовиків ультралівого угруповання MTP під час їхнього нападу на казарми Таблада в Буенос-Айресі 23 січня 1989 року. При цьому одну БМП було підбито з РПГ-2 або РПГ-7.

## Оператори
Аргентина — 263 одиниці всіх модифікацій, станом на 2016 рік.